# Större gaffelsvans
Större gaffelsvans (Cerura vinula) är en fjäril som tillhör familjen tandspinnare (Notodontidae).
Arten är medelstora med tjock, ragghårig kropp, hos båda könen kammade antenner samt i bakkanten helbräddade (inte med tand försedda) vingar. Larverna har i stället för analfötter två bakåtriktade, taggiga utskott, ur vilka de, om de oroas, utstjälpa långa, veka trådar, med vilka de svänga hit och dit. På ryggsidan av en av de främre lederna bär de en puckelformad upphöjning och därbakom en stor ryggfläck, som är mörkare än den gröna grundfärgen.
Fjärilen själv har en vingbredd av 42 till 75 millimeter och är ljusgrå med mörka tvärband på bakre kroppen, hos hannen med otydliga teckningar på vingarna, hos honan med i varandra inskjutande mörka vinkellinjer.
Pupporna övervintra i sina delvis av träspånor bestående kokong, som fästes vid någon trädstam. Larverna lever på asp- och pilbuskar, är såsom ung helt svart och har bakom huvudet på varje sidan ett taggigt törne, liknande ett par uppstående öron. Såsom äldre blir den grön, med violett eller brun-aktig, vitkantad fläck på ryggen. Då den oroas, intar den en särskild "skräckställning" i det den, vilande på främre fötterna, hotfullt uppreser huvudet och bakkroppen, varvid den låter de nämnda röda och gulvita trådarna framträda ur bakkroppens ändtaggar. Antagligen spelar dessa någon roll vid förjagandet av parasitinsekter, vilka angripa larven.